# Ancistrus multispinis
Ancistrus multispinis (Анциструс багатошипий) — вид риб з роду Ancistrus родини Лорікарієві ряду сомоподібні.

## Опис
Загальна довжина сягає 14,2 см. Голова доволі велика, широка. У самців на кінчику морди є рясні шкіряні нарости. Очі невеличкі, розташовані зверху голови. Рот являє собою присосок, навколо якого є рогоподібні шкребки. Тулуб витягнутий і сплощений зверху, вкрито рядками кісткових пластин з гострими шипиками. Усі плавці з численними шипами. Спинний плавець великий, вітрилоподібний. Він часто притиснутий до тіла. Грудні плавці витягнуті та широкі. Черевні плавці широкі, з короткуватою основою. Анальний плавець маленький. Хвостовий плавець широкий, цільний.
Забарвлення жовто-коричневе або коричневе з жовтуватими плямами, що розкидані тілом й плавцями.

## Спосіб життя
Є демерсальна риба. Воліє до прісної води. Зустрічається у річках зі швидкою течією. Вдень ховається в заростях рослин або під корчами. Активний у присмерку та вночі. Живиться переважно рослиною їжею (до 60 %), також дрібними водними безхребетними.
Статева зрілість настає у віці 1,5 роки. Нерест парний. Самець здатний нереститися з декількома самицями. Самиця відкладає ікру в щілинах, порожнинах, печерах. Самець охороняє кладку.

## Розповсюдження
Мешкає у прибережних річках Бразилії від річки Макаку до Макіне.